# La Révolution du désir
Pour plus de détails, voir Fiche technique et Distribution.
La Révolution du désir (ancien titre : Phare, fard, FHAR !) est un documentaire français réalisé par Alessandro Avellis et coécrit avec Gabriele Ferluga, sorti en 2006.

## Synopsis
La Révolution du désir ! est une exploration de la nébuleuse qui a donné vie aux mouvements de libération sexuelle en France (le FHAR, le MLF, etc.) et une interrogation sur le passage de la révolte à la normalisation des homosexuels. Au travers des actions de commandos délirants et d'essais aux titres évocateurs (Rapport contre la normalité ou Trois milliards de pervers), s'esquissent les portraits de Guy Hocquenghem et de Françoise d'Eaubonne, intellectuels étonnants et partisans inconditionnels de la révolution du désir.

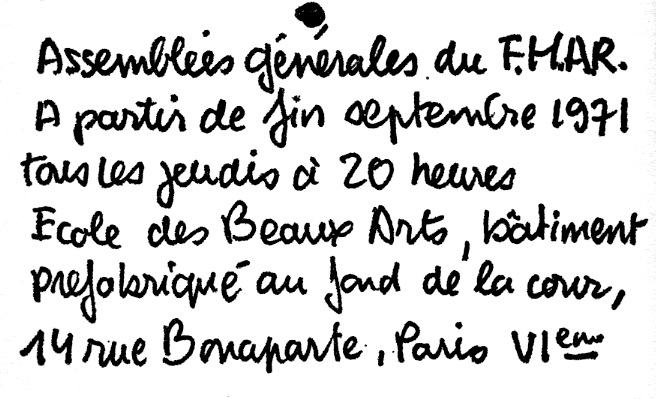
"Front Homosexuel d'Action Révolutionnaire" tract (1971)

## Fiche technique
- Réalisation et montage : Alessandro Avellis
- Scénario : Alessandro Avellis et Gabriele Ferluga
- Pays d'origine :  France
- Genre : documentaire
- Durée : 80 minutes
- Date de sortie : 19 novembre 2006
- Date de sortie du DVD : 23 juin 2007 (Hystérie Prod)

## Intervenants
- Catherine Deudon
- Joani Hocquenghem
- Carole Roussopoulos
- René Schérer
- Marie-Jo Bonnet
- Angelo Pezzana
- Anne Querrien
- Les Panthères roses
- Roland Surzur
- Marc et Magali Payen
- Alain Lezongar
- Anne-Marie Faure
- André Piana

## Festivals

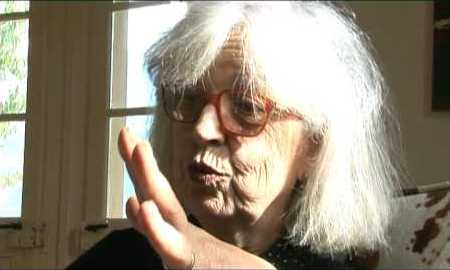
Carole ROUSSOPOULOS

- « Festival de films gays & lesbiens », Paris, 2006 (France)
- « Festival Reflets », Marseille, 2007 (France)
- « Université d’été homosexuelle », Marseille, 2007 (France)
- « Get Bent », Manchester, 2007 (Royaume-Uni)
- « Pink Screens », Bruxelles, 2007 (Belgique)
- « Image + Nation », Montréal, 2007 (Canada)
- « Couleurs Rainbow », Avignon, 2008 (France)
- « Festival Désir...Désirs », Tours, 2008 (France)
- « Festival Confrontation – Les années 70 au cinéma », Perpignan, 2008 (France)
- « Rencontres cinématographiques D'un genre à l’autre », Nice, 2008 (France)
- « Festival du film engagé » Université Populaire et Citoyenne du Puy-de-Dôme - Clermont-Ferrand 2008
- « Festival de films gays & lesbiens » Orléans 2008
- « Face à face » Saint-Étienne 2008
- « 10èmes Rencontres régionales Homosaïques » Clermont-Ferrand 2008
- « Festival  XXYZ » Toulouse 2009
- « Semaine des Queers radicaux » Montréal 2009 (Canada)
- « Festival  Des Images aux Mots » Toulouse 2009
- « Cinémarges » Bordeaux 2009
- « Cinépride » Nantes 2009
- « Festival Anormales » Buenos Aires et Cordoba 2010 (Argentine)
- « Festival Anormales » 2011 Santiago du Chili (Chili)
- « Vues d’en face» Grenoble 2011
- « Libres Regards » Belfort 2012
- « Bobines Rebelles » Saint-Denis 2012

## Séances-débat
- 2007, dans les cinémas Brady et Latina à Paris et aux UEH de Marseille
- 2008, dans la Bibliothèque Municipale de Lyon - Assises « 1968-2008 Ruptures et continuité », à Nantes lors du colloque « C’est mon genre », lors du colloque « Femmes, Femmes, Femmes » au Musée d’art contemporain Mac/Val de Vitry-sur-Seine, dans le circuit Paraloeil (Québec), dans le CGL de Paris et  dans les salles Utopia d’Avignon et de Montpellier
- 2009, lors du «Cycle de culture pédé» à La Isla boulita de Grenoble, «Semiotext(e)» Los Angeles (USA), «Bluestockings bookstore» New York (USA)
- 2010, Ecole Nationale des Beaux-arts de Bourges
- 2011, Bibliothèque Municipale Kateb Yacine Grenoble
- 2012, CLAJ de Brest
- 2013, «Rendez-vous documentaire Hommes/Femmes» La Lanterne Magique, Saint-Denis (La Réunion).

## Diffusion nationale
Fond CNC - "Images de la culture", ADAV.

## Diffusion internationale
Les films du contraire, Centre Audiovisuel Simone de Beauvoir.